# Aparapotamon huiliense
Aparapotamon huiliense е вид ракообразно от семейство Potamidae.

## Разпространение
Видът е разпространен в Китай.